# Zenonovi paradoksi
Zenonovi paradoksi su paradoksi koje je navodio starogrčki filozof Zenon iz Eleje dokazujući nemogućnost kretanja.
Zenonovi paradoksi su zbunjivali, izazivali, uticali, inspirisali i zadivljavali filozofe, matematičare, fizičare i školsku djecu, preko dvije hiljade godina. Najpoznatiji su takozvani „argumenti protiv kretanja“ opisani u Aristotelovoj Fizici.

## Paradoksi kretanja

### Ahil i kornjača
U utrci, najbrži trkač nikada ne može prestići najsporijeg, zato što gonitelj prvo mora doći do tačke odakle je gonjeni pošao, pa prema tome najsporiji uvijek ima prednost.“ — Aristotelova Fizika VI:9, 239b15
Zamislite da Ahil trči protiv kornjače. Ahil trči 10 puta brže od kornjače, ali počinje od tačke A, 100 metara iza kornjače koja je u tački K1 (kornjači , koja je sporija, data je prednost). Da bi prestigao kornjaču, Ahil mora prvo doći do tačke K1. Međutim, kada je Ahil stigao do tačke K1, kornjača je prešla 10 metara i došla do tačke K2. Ponovo Ahil trči do K2. Ali, kao i prije, kada je prešao 10 metara kornjača je metar ispred njega, kod tačke K3, i tako dalje (kornjača će uvijek imati prednost nad Ahilom, bez obzira na to koliko mala ona bila). Prema tome Ahil nikada ne može prestići kornjaču.
A----------------------------K1----------------K2---K3

### Paradoks dihotomije
Kretanje je nemoguće jer „ono što je u pokretu mora prvo preći pola puta prije nego što stigne do cilja“.— Aristotelova Fizika VI:9, 239b10
Zamislite stvar koja treba ići od tačke A do tačke B. Da bi došla do tačke B stvar prvo mora doći do srednje tačke B1 koja je između tačaka A i B. Ali, prije nego što se ovo dogodi stvar mora doći do tačke B2 koja je između tačaka A i B1. Slično, prije nego što može i to uraditi, mora prvo doći do tačke B3 koja je između A i B2, i tako dalje. Prema tome kretanje nikada ne može početi.
A-----B3-----B2-----------B1-------------------------B

### Paradoks strijele
Ako je sve nepomično što zauzima prostor, i ako sve što je u pokretu zauzima takav prostor u nekom vremenu, onda je leteća strijela nepokretna.— Aristotelova Fizika VI:9, 239b5
Zamislite da strijela leti neprestano naprijed, tokom jednog vremenskog intervala. Uzmite svaki momenat u tom vremenskom intervalu. Nemoguće je da se strijela miče u takvom momentu, jer trenutak ima trajanje 0, i strijela ne može biti na dva mjesta u isto vrijeme. Prema tome, u svakom trenutku je strijela nepomična, i tako strijela je nepomična tokom čitavog intervala.

## Predložena rješenja
Dva paradoksa, Ahil i kornjača i Dihotomija, zavise od podijele udaljenosti na nizove udaljenosti koji postaju sve manji, pa su i subjekt istim protiv-argumentima.

### Predložena rješenja za „Ahila i kornjaču“
Aristotel je istakao da kao što se udaljenost smanjuje, vrijeme potrebno da se ta udaljenost pređe takođe se smanjuje. Takav pristup rješavanju paradoksa bi doveo do demanta tvrdnje da je potrebno beskonačno mnogo vremena da se pređe preko beskonačno mnogo udaljenosti, iako neki to spore.
Prije 212. p. n. e., Arhimed je razvio metod da izvede konačni odgovor za beskonačno mnogo članova koji postaju progresivno manji. Teoreme su razvijene u modernijim oblicima da bi postigle isti rezultat, ali sa tačnijom metodom za dokazivanje. Ove metode dozvoljavaju konstrukciju riješenja koje kažu da (pod normalnim uslovima) ako se udaljenosti stalno smanjuju, vrijeme je konačno.
Ova riješenja su u biti geometrijski nizovi. Opšti geometrijski nizovi se mogu pisati kao
{\displaystyle a\sum _{k=0}^{\infty }\left({\frac {1}{x}}\right)^{k},}
što je jednako ax/ (x - 1) uzevši da je x > 1 (u suprotnom niz je divergentan). Paradoksi se mogu riješiti pomoću geometrijskih sekvenci (nizova), ali je jednostavnije koristiti Aristotelovo riješenje, koje u obzir uzima vrijeme (a ne udaljenosti kao u nizovima) koje je potrebno Ahilu da sustigne kornjaču.
U slučaju Ahila i kornjače, treba zamisliti da kornjača trči sa konstantnom brzinom od v metara u sekundi (ms−1) i da dobija prednost od udaljenosti d metara (m), a da Ahil trči sa konstantnom brzinom od xv ms−1 sa x > 1. Ahileju je potrebno d/xv sekundi (s) da dođe do tačke sa koje je kornjača otpočela trku, a za to vrijeme kornjača je prešla d/x m. Poslije dužeg vremena d/x2v s, Ahil ima još jednu d/x m, i tako dalje. Prema tome, vrijeme potrebno Ahileju da sustigne kornjaču je
{\displaystyle {\frac {d}{v}}\sum _{k=0}^{\infty }\left({\frac {1}{x}}\right)^{k}={\frac {d}{v(x-1)}}\,\,{\texttt {s}}.}
Pošto je ovo konačna vrijednost, Ahilej će jednom sustići kornjaču.

### Predložena rješenja za paradoks dihotomije
Aristotel je istakao da kao što se udaljenost smanjuje, vrijeme potrebno da se ta udaljenost pređe takođe se smanjuje. Takav pristup rješavanju paradoksa bi doveo do demanta tvrdnje da je potrebno beskonačno mnogo vremena da se pređe preko beskonačno mnogo udaljenosti.

### Predložena rješenja za paradoks strijele
Paradoks o strijeli postavlja pitanja o prirodi kretanja koja nisu odgovorena na matematički način, kao u slučaju Ahila i kornjače i Dihotomije.
Ovaj paradoks se može riješiti matematički na slijedeći način: u graničnoj vrijednosti, dužina momenta teži nuli, trenutačna stopa mijenjanja ili brzine (koja je količnik pređenog puta u određenom vremenu) ne mora težiti nuli. Ova nenultna granična vrijednost je brzina strijele u trenutku.
Problem sa računskim riješenjem je taj da računska radnja može opisati samo kretanje dok se granična vrijednost približava, bazirano na vanjskoj opservaciji da se strijela kreće naprijed. Međutim, u Zenonovom paradoksu, koncepti kao brzina gube svoje značenje i ne postoji činilac, koji nije pod djelovanjem paradoksa, koji bi mogao strijeli omogućiti letenje.
Drugo gledište je to da premisa kaže da je u svakom trenutku, strijela nepomična. Međutim, ne kretati se- je relativan pojam. Niko ne može suditi, posmatrajući jedan trenutak, da strijela stoji u mjestu. Tačnije, potrebni su drugi, slični trenuci koji bi odredili, poredeći se sa drugim trenucima, da je strijela u jednom trenutku nepomična. Prema tome, u poređenju sa drugim trenucima, strijela bi bila na drugom mjestu nego što je bila i što će biti u vremenu prije i poslije. Uzevši ovo u obzir, strijela se kreće.

## Literatura
- Laertius, Diogenes (about 230 CE). „Pyrrho”. [[Lives and Opinions of Eminent Philosophers]]. IX. passage 72. ISBN 978-1-116-71900-0. Проверите вредност парамет(а)ра за датум: |date= (помоћ); Сукоб URL—викивеза (помоћ)
- Boyer, Carl (1959). The History of the Calculus and Its Conceptual Development. Dover Publications. стр. 295. Приступљено 26. 2. 2010.